# کاظم پزشکی
کاظم پزشکی شیرازی روزنامه‌نگار و سیاستمدار ایرانی بود، که در دوره‌  بیستم بعنوان نماینده لار در مجلس شورای ملی حضور داشت.

## زندگی‌نامه
کاظم پزشکی شیرازی(١٢٩٢-١٣۶۴) فرزند محمدتقی حکیم در شیراز متولد شد. دوران ابتدایی و متوسطه را در شیراز به پایان رساند و در اداره دارایی استخدام شد و به تهران مهاجرت کرد.پس از اشغال ایران توسط متفقین مقالاتی ضد متفقین نوشت و زندانی شد. پس از آزادی به شیراز بازگشت و در سال ١٣٢٣ امتیاز روزنامه‏ «آیینه‏ پارس» را گرفت و تا سال ١٣٢۵ آن را منتشر كرد. در این روزنامه، به سیاست استعمارى انگلیس ‏تاخت ولى به علت بروز غائله جنوب و طغیان قشقایها در شهریور ١٣٢۵ روزنامه تعطیل شد و پزشكى به تهران آمد و تا پایان عمر در این شهر زیست.
در سال ١٣٣٩ به سمت نمایندگى مردم لار در مجلس شوراى ملى انتخاب شد. 
پزشكى در بامداد جمعه هشتم آذر ١٣۶۴ به سبب بیمارى سرطان در تهران درگذشت و در بهشت زهرا به خاك سپرده شد.